# Annie Speirs
Annie Coupe Speirs (* 14. Juli 1889 in Liverpool; † 26. Oktober 1926 ebenda) war eine britische Freistilschwimmerin und olympische Goldmedaillengewinnerin.

## Leben

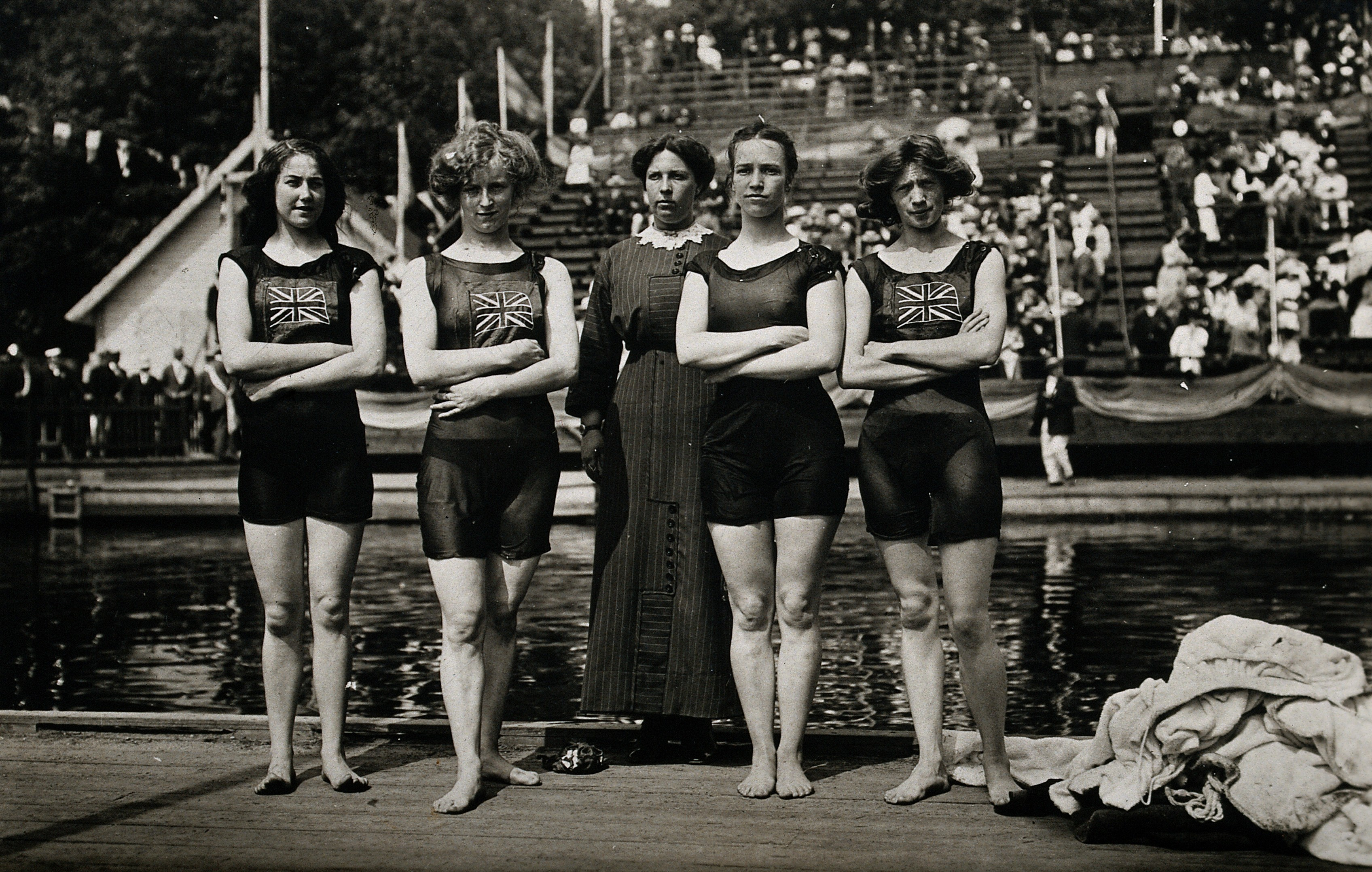
Die siegreiche britische 4-mal-100-Meter-Freistilstaffel.
Von links nach rechts: Isabella Moore, Jennie Fletcher, Betreuerin Clara Jarvis, Annie Speirs und Irene Steer.

Speirs wurde als vierte Tochter in der Familie von mindestens fünf Söhnen und vier Töchtern des Kupferschmieds James Speirs und seiner Frau Eliza, geborene Spencer, im Liverpooler Stadtteil Walton geboren.
Bei den Olympischen Sommerspielen 1912 nahm sie am Einzelwettbewerb über 100 Meter Freistil der Frauen teil. Im Finale belegte sie den fünften Platz. Drei Tage später, einen Tag nach ihrem 23. Geburtstag, gewann sie mit der 4-mal-100-Meter-Freistilstaffel die Goldmedaille.
Bis zu ihrer Heirat mit Charles Coombe 1922 arbeitete sie als Polsterin. Fortan führte sie den Namen Annie Coombe. 1926 starb sie, drei Jahre nach der Geburt eines Sohnes, im Alter von 37 Jahren in ihrer Heimatstadt Liverpool an einer infektiösen Endokarditis.